# William Thole
William Thole (ur. 12 października 1998) – piłkarz malawijski grający na pozycji bramkarza. Od 2018 jest zawodnikiem klubu Mighty Wanderers.

## Kariera klubowa
Swoją karierę piłkarską Thole rozpoczął w klubie Mighty Tigers, w którym w sezonie 2017 zadebiutował w pierwszej lidze malawijskiej. W 2018 trafił do Mighty Wanderers. W sezonach 2018 i 2019 wywalczył z nim dwa wicemistrzostwa Malawi.

## Kariera reprezentacyjna
W reprezentacji Malawi Thole zadebiutował 17 marca 2020 w przegranym 0:4 towarzyskim meczu z Etiopią, rozegranym w Bahyr Dar. W 2022 roku został powołany do kadry na Puchar Narodów Afryki 2021, jednak nie zagrał w żadnym meczu tego turnieju.